# 王以政
王以政（1957年—），男，中国神经生物学家，中国科学院神经科学研究所副所长、研究员、博士生导师，中国人民解放军军事医学科学院神经科学研究中心主任，中国科学院院士。